# Tanbara (Ehime)
El Pueblo de Tanbara (丹原町 Tanbara-chō?) fue un pueblo del Distrito de Shuso en la Región de Toyo (東予地方 Tōyo-chihō?) de la Prefectura de Ehime.

## Características
Limitaba con la Ciudad de Toyo, el Pueblo de Komatsu del Distrito de Shuso (en la actualidad es parte de la Ciudad de Saijo), la Villa de Omogo del Distrito de Kamiukena (actualmente es parte del Pueblo de Kumakogen), los pueblos de Shigenobu y Kawauchi del extinto Distrito de Onsen (en la actualidad son parte de la Ciudad de Toon, y el Pueblo de Tamagawa del Distrito de Ochi (ahora parte de la Ciudad de Imabari).
Se localizaba en la zona suroeste de la Llanura de Dozen. Hacia el este el terreno se va haciendo montañoso en dirección a la Península de Takanawa. Hacia el sur da a la Cadena Montañosa de Shikoku y hacia el norte y este se extiende una llanura con una pendiente muy suave. No tiene salida al Mar Interior de Seto, al igual que lo que fue su vecino Pueblo de Komatsu.
El 1° de noviembre de 2004 se integra junto con el Pueblo de Komatsu y la Ciudad de Toyo a la Ciudad de Saijo.

## Accesos

### Autopistas
- Autovía de Matsuyama (no contaba con un intercambiador dentro de sus límites).

- Autovía Imabari-Komatsu
  - Intercambiador Toyotanbara

### Ruta
- Ruta Nacional 196 (no atraviesa el pueblo).